# Emil Kåberg
Emil Kåberg, född 17 februari 1978 i Viby, är en svensk före detta professionell ishockeyspelare. Kåberg var den mest utvisade spelaren i Elitserien säsongen 2004/2005.

## Biografi
Emil Kåberg började sin ishockeykarriär i IFK Kumla IK där han spelade en säsong innan han värvades till Frölunda Indians J20-trupp. De två kommande säsongerna spelade han i båda lagen, dock vid olika tidpunkter. Till säsongen 1997/1998 bestämde sig Kåberg för att skriva på ett nytt kontrakt för IFK Kumla, sin moderklubb. Där spelade Kåberg fyra säsonger innan Bofors IK värvade honom. Det var i Bofors karriären tog fart och Kåberg spelade tre säsonger i klubben, fram till Håkan Loob och Färjestads BK valde att värva den då 26-årige Kåberg. Han vann sammanlagt tre SM-guld under sina åtta år i klubben.
Den 3 maj 2011 presenterades Emil Kåberg som ett av Örebro HK nyförvärv inför säsongen 2011/2012. Han var med och förde laget upp till SHL inför säsongen 2013/2014. I april 2014 blev det officiellt att Kåberg avslutar sin aktiva hockeykarriär, för att istället arbeta som materialförvaltare för Örebro HK, där han även kommer att ha en roll på marknadssidan.
Kåberg har vid sidan av ishockeyn ett stort motorintresse. Han har vunnit ett antal rallytävlingar i Sverige, däribland Esab-Rallyt och Kullingstrofén. Han har i och med sina segrar lyckats klassa upp sig till B-förare. Han har även fått sponsring av KTM och börjat köra enduro på sin fritid.

## Klubbar

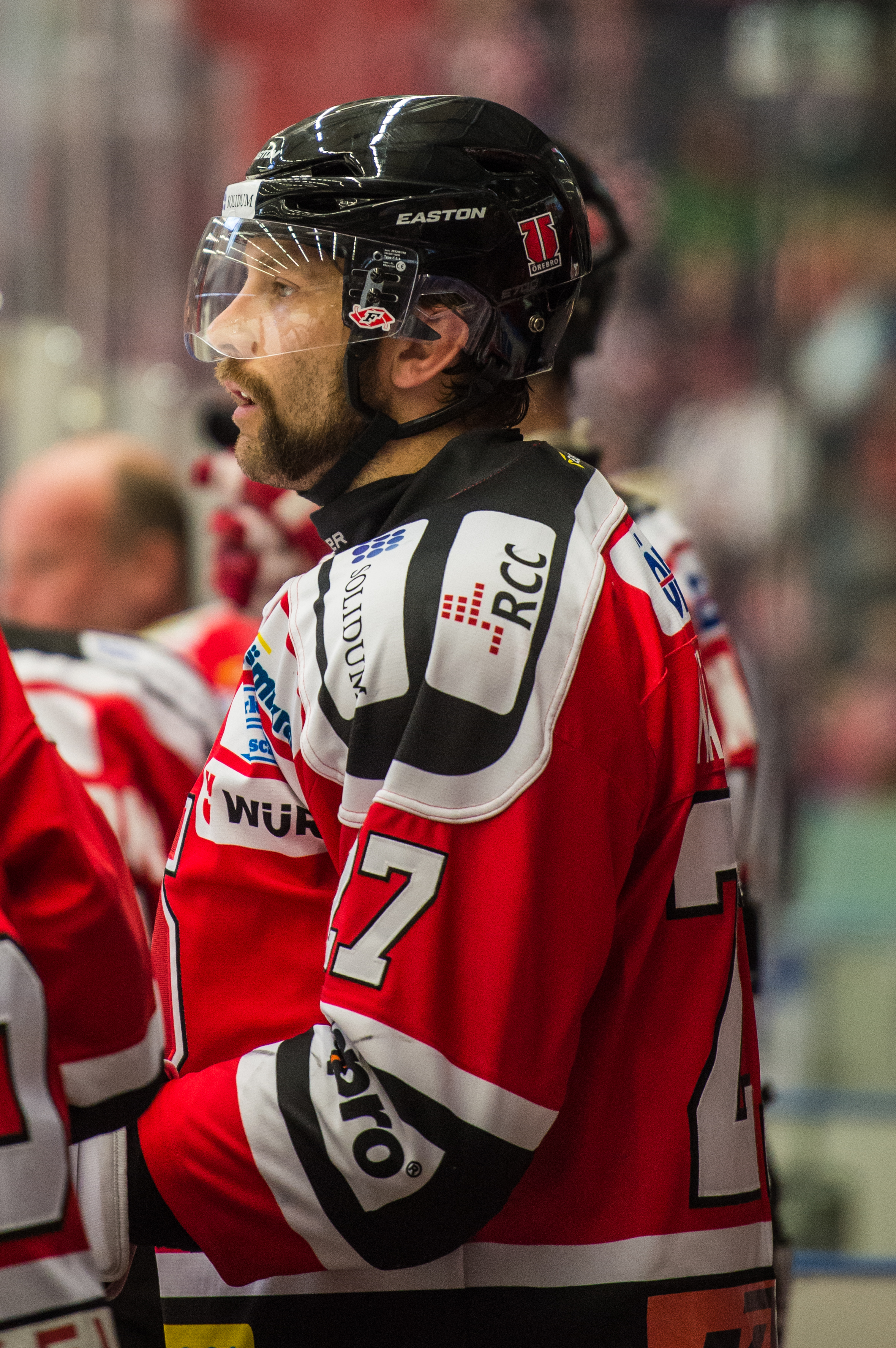
Emil Kåberg 2013

- IFK Kumla IK
- Bofors IK
- Frölunda HC
- Färjestads BK
- Örebro HK